# Jonathan van het Reve
Jonathan van het Reve (Amsterdam, 14 november 1983) is een Nederlands schrijver.

## Levensloop
Jonathan van het Reve is een zoon van David van het Reve en Ileen Montijn. Zijn grootvader was de auteur en slavist Karel van het Reve; de schrijver Gerard Reve was dus zijn oudoom. Zijn overgrootvader was (via zijn moeders moeder Marijke Hoek) de dichter Derk Hoek.
Van het Reve volgde een basisschool te Abcoude en doorliep tussen 1995 en 2001 het Vossius Gymnasium. Hij studeerde tussen 2001 en 2006 aan de Universiteit van Amsterdam, maar rondde drie studies (wiskunde, natuurkunde en geschiedenis) niet af. Hij werkte tijdens het schrijven van zijn eerste boek tegelijk als kok. In 2007 debuteerde hij met de korte roman De boot en het meisje, uitgegeven door Nijgh & Van Ditmar. Ook publiceerde hij verhalen in verschillende tijdschriften.
Van 2008 tot 2012 was hij columnist bij Het Parool en van 2009 tot 2011 bij Vrij Nederland. Per 1 september 2012 stapte hij over als columnist naar de Volkskrant, waar hij tot eind 2018 bleef.
In 2014 werd Van het Reve op verzoek van Arjen Lubach, die hem kende van een literair festival, toegevoegd aan het schrijversteam van het VPRO-programma Zondag met Lubach. Samen met Tex de Wit en Diederik Smit is hij sinds het eerste seizoen betrokken als schrijver van dit programma. Vanaf 2022 draagt hij bij aan De Avondshow met Arjen Lubach, waarin hij ook regelmatig onder zijn eigen naam een komische rol als geldbeluste "ethisch expert" vertolkt die zelf nogal onethisch gedrag vertoont.
Vanaf 10 februari 2019 presenteerde hij samen met Tex de Wit en Diederik Smit het satirische sportprogramma Makkelijk Scoren voor de VPRO. De show liep in 2020 af, en begon in mei 2024 weer aan een nieuw seizoen.

### Boeken
- De boot en het meisje. Amsterdam, Nijgh & van Ditmar, 2007 ISBN 9789038891767
- Niet willen of niet kunnen. Van Gogh en de nacht. Amsterdam, Sjolsea, 2009 ISBN 9789085006299
- Koken voor vrouwen. Van diner tot ontbijt. Amsterdam, Prometheus, 2010 [samen met Diede H. de Jong] ISBN 9789044616064
- Hoe Paul (per ongeluk) de poot van Piet brak. Amsterdam, Pimento, 2011 ISBN 9789049924515
- Holman liegt: de mooiste, hardste, liefste, helderste, gemeenste, slechtste, ontroerendste leugens bijeen. Red. Jonathan van het Reve. Amsterdam, Nieuw Amsterdam, 2014 ISBN 9789046816707
- Fidelio leeft nog, Das Mag, 2022 ISBN 9789493248199

### Theater
- De boot en het meisje. Debuutroman bewerkt tot muziektheater met componist Thomas de Jonker, 2010[4][5]
- Lapland. Toneeltekst 2014[6]

- Gemeinsame Normdatei: 173956092
- International Standard Name Identifier: 0000 0000 3937 9848
- Library of Congress Control Number: nb2007022700
- Nederlandse Thesaurus van Auteursnamen: 303403608
- Système universitaire de documentation: 122604318
- Virtual International Authority File: 70918955
- WorldCat: E39PBJk4J4jdYdh6JDdVFWWhpP